# Список финалов Кубка Украины по футболу

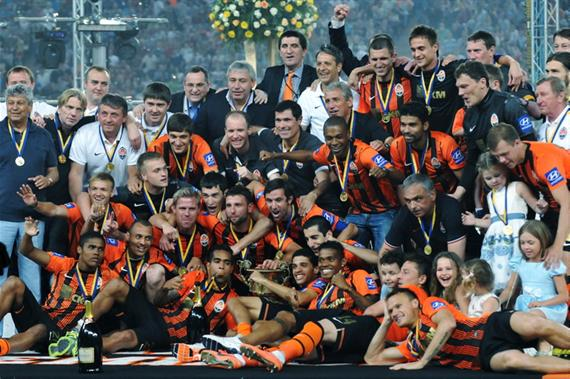
«Шахтёр» (Донецк), обладатель Кубка Украины 2013 года.

Кубок Украины по футболу (укр. Кубок України з футболу) — кубковый турнир в украинском футболе, организуемый Украинской футбольной Премьер-лигой. В розыгрыше Кубка участвуют клубы из 3 профессиональных дивизионов футбольных лиг Украины и финалисты Любительского кубка Украины. Турнир завершается финалом Кубка Украины, который проходит в мае за некоторое время до окончания Чемпионата Украины по футболу.
Наибольшее количество побед в Кубке Украины одержал донецкий «Шахтёр», выигрывавший этот трофей 14 раз. За ним следует киевское «Динамо» с 13 победами, далее — одесский «Черноморец» с 2 победами и полтавская «Ворскла» с симферопольской «Таврией» (по 1 победе). В шести случаях Кубок выигрывала одна команда на протяжении двух и более сезонов подряд, а «Динамо» (Киев) и «Шахтёр» (Донецк), выигрывали три финала подряд более одного раза.
Действующим обладателем Кубка Украины является донецкий «Шахтёр», который в финальном матче 2024 года победил полтавскую «Ворсклу»

## Финалы
Со времени основания Кубка и по настоящее время победитель всегда определяется в день финала: в случае завершения основного и дополнительного времени матча с ничейным результатом назначаются послематчевые пенальти. В 2022 году розыгрыш кубка был прерван на стадии 1/4 финала из-за вторжением в Украину российских войск, в связи с чем финальный матч не проводился

### Места проведения
Финал Кубка Украины традиционно, с 1992 по 2007 год, проводился на киевском НСК «Олимпийский». Начиная с сезона 2007/08 финальные матчи проводятся на нейтральных стадионах. Финал 2008 года между «Шахтёром» и «Динамо» стал первым финалом Кубка Украины, прошедшим не на НСК «Олимпийском». В 2008, 2010, 2013 и 2017 годах финалы прошли на «Металлисте» в Харькове. Также финалы проводились на «Днепр-Арене» в Днепре, «Юбилейном» в Сумах, «Ворскле» им. А. Бутовского в Полтаве, «Арене-Львов» во Львове, «Славутич-Арене» в Запорожье, Городском стадионе им. Р Шухевича в Тернополе, «Авангарде» в Ровно и Центральном городском стадионе «Полесье» в Житомире.

### Расшифровка
| *            | Было сыграно дополнительное время                                                    |
| †            | Победитель был определён в ходе послематчевых пенальти после дополнительного времени |
| Жирный шрифт | Жирным шрифтом выделены клубы, выигравшие дубль                                      |

### Результаты
| Сезон     | Победитель | Счёт | Финалисты | Главный судья | Стадион | Город | Посещаемость |
| --------- | --- | --- | --- | --- | --- | --- | --- |
| 1992      | «Черноморец» | 1:0* | «Металлист» | Евгений Канана | Республиканский | Киев | 12 000 |
| 1992/93   | «Динамо» | 3:0 | «Карпаты» | Владимир Пьяных | Республиканский | Киев | 47 000 |
| 1993/94   | «Черноморец» | 0:0† | «Таврия» | Сергей Татулян | Республиканский | Киев | 5 000 |
| 1994/95   | «Шахтёр» | 1:1† | «Днепр» | Виктор Дердо | Республиканский | Киев | 43 000 |
| 1995/96   | «Динамо» | 2:0 | «Нива» | Валерий Авдыш | НСК «Олимпийский» | Киев | 47 000 |
| 1996/97   | «Шахтёр» | 1:0 | «Днепр» | Сергей Татулян | НСК «Олимпийский» | Киев | 26 000 |
| 1997/98   | «Динамо» | 2:1 | ЦСКА | Игорь Ярменчук | НСК «Олимпийский» | Киев | 43 000 |
| 1998/99   | «Динамо» | 3:0 | «Карпаты» | Василий Мельничук | НСК «Олимпийский» | Киев | 71 000 |
| 1999/2000 | «Динамо» | 1:0 | «Кривбасс» | Валерий Онуфер | НСК «Олимпийский» | Киев | 46 000 |
| 2000/01   | «Шахтёр» | 2:1* | ЦСКА | Василий Мельничук | НСК «Олимпийский» | Киев | 55 000 |
| 2001/02   | «Шахтёр» | 3:2* | «Динамо» | Василий Мельничук | НСК «Олимпийский» | Киев | 81 000 |
| 2002/03   | «Динамо» | 2:1 | «Шахтёр» | Андрей Шандор | НСК «Олимпийский» | Киев | 71 000 |
| 2003/04   | «Шахтёр» | 2:0 | «Днепр» | Сергей Шебек | НСК «Олимпийский» | Киев | 68 000 |
| 2004/05   | «Динамо» | 1:0 | «Шахтёр» | Терье Хауге | НСК «Олимпийский» | Киев | 68 000 |
| 2005/06   | «Динамо» | 1:0 | «Металлург» З | Лусилиу Батишта | НСК «Олимпийский» | Киев | 25 000 |
| 2006/07   | «Динамо» | 2:1 | «Шахтёр» | Андрей Шандор | НСК «Олимпийский» | Киев | 65 000 |
| 2007/08   | «Шахтёр» | 2:0 | «Динамо» | Виктор Швецов | ОСК «Металлист» | Харьков | 28 000 |
| 2008/09   | «Ворскла» | 1:0 | «Шахтёр» | Виталий Годулян | «Днепр-Арена» | Днепропетровск | 26 000 |
| 2009/10   | «Таврия» | 3:2* | «Металлург» Д | Олег Деревинский | ОСК «Металлист» | Харьков | 21 000 |
| 2010/11   | «Шахтёр» | 2:0 | «Динамо» | Виктор Швецов | «Юбилейный» | Сумы | 28 000 |
| 2011/12   | «Шахтёр» | 2:1* | «Металлург Д» | Анатолий Абдула | НСК «Олимпийский» | Киев | 48 000 |
| 2012/13   | «Шахтёр» | 3:0 | «Черноморец» | Евгений Арановский | ОСК «Металлист» | Харьков | 40 000 |
| 2013/14   | «Динамо» | 2:1 | «Шахтёр» | Юрий Можаровский | «Ворскла» им. А.Бутовского                                                                                               | Полтава | 9 700 |
| 2014/15   | «Динамо» | 0:0† | «Шахтёр» | Юрий Можаровский | НСК «Олимпийский» | Киев | 53 455 |
| 2015/16   | «Шахтёр» | 2:0 | «Заря» | Евгений Арановский | «Арена Львов» | Львов | 21 723 |
| 2016/17   | «Шахтёр» | 1:0 | «Динамо» | Константин Труханов | ОСК «Металлист» | Харьков | 25 000 |
| 2017/18   | «Шахтёр» | 2:0 | «Динамо» | Юрий Можаровский | «Днепр-Арена» | Днепр | 28 155 |
| 2018/19   | «Шахтёр» | 4:0 | «Ингулец» | Евгений Арановский | «Славутич-Арена» | Запорожье | 11 100 |
| 2019/20   | «Динамо» | 1:1† | «Ворскла» | Екатерина Монзуль | ОСК «Металлист» | Харьков | Без зрителей |
| 2020/21   | «Динамо» | 1:0* | «Заря» | Юрий Иванов | Городской им. Р. Шухевича                                                                                                | Тернополь | 3 000 |
| 2021/22   | Розыгрыш был прерван на стадии 1/4 финала в связи со вторжением в Украину российских войск. Финальный матч не проводился | Розыгрыш был прерван на стадии 1/4 финала в связи со вторжением в Украину российских войск. Финальный матч не проводился | Розыгрыш был прерван на стадии 1/4 финала в связи со вторжением в Украину российских войск. Финальный матч не проводился | Розыгрыш был прерван на стадии 1/4 финала в связи со вторжением в Украину российских войск. Финальный матч не проводился | Розыгрыш был прерван на стадии 1/4 финала в связи со вторжением в Украину российских войск. Финальный матч не проводился | Розыгрыш был прерван на стадии 1/4 финала в связи со вторжением в Украину российских войск. Финальный матч не проводился | Розыгрыш был прерван на стадии 1/4 финала в связи со вторжением в Украину российских войск. Финальный матч не проводился |
| 2022/23   | Розыгрыш не проводился в связи со вторжением в Украину российских войск                                                  | Розыгрыш не проводился в связи со вторжением в Украину российских войск                                                  | Розыгрыш не проводился в связи со вторжением в Украину российских войск                                                  | Розыгрыш не проводился в связи со вторжением в Украину российских войск                                                  | Розыгрыш не проводился в связи со вторжением в Украину российских войск                                                  | Розыгрыш не проводился в связи со вторжением в Украину российских войск                                                  | Розыгрыш не проводился в связи со вторжением в Украину российских войск                                                  |
| 2023/24   | «Шахтёр» | 2:1 | «Ворскла» | Виталий Романов | «Авангард» | Ровно | 3 500 |
| 2024/25   | «Шахтёр» | 1:1† | «Динамо» | Николай Балакин | Центральный городской стадион «Полесье»                                                                                  | Житомир | 5900 |

## Результаты в финалах по клубам
Клубы, отмеченные курсивом, больше не существуют.
| Клуб        | Победители | Последняя победа | Проигравшие | Последнее поражение | Всего финалов |
| ----------- | ---------- | ---------------- | ----------- | ------------------- | ------------- |
| Шахтёр      | 15         | 2025             | 6           | 2015                | 19            |
| Динамо      | 13         | 2021             | 6           | 2025                | 18            |
| Черноморец  | 2          | 1994             | 1           | 2013                | 3             |
| Ворскла     | 1          | 2009             | 2           | 2024                | 3             |
| Таврия      | 1          | 2010             | 1           | 1994                | 2             |
| Днепр       | 0          |                  | 3           | 2004                | 3             |
| Металлург Д | 0          |                  | 2           | 2012                | 2             |
| ЦСКА        | 0          |                  | 2           | 2001                | 2             |
| Карпаты     | 0          |                  | 2           | 1999                | 2             |
| Заря        | 0          |                  | 2           | 2021                | 1             |
| Металлург З | 0          |                  | 1           | 2006                | 1             |
| Кривбасс    | 0          |                  | 1           | 2000                | 1             |
| Нива        | 0          |                  | 1           | 1996                | 1             |
| Металлист   | 0          |                  | 1           | 1992                | 1             |
| Ингулец     | 0          |                  | 1           | 2019                | 1             |

## Лучшие бомбардиры финалов
| № | Имя                | Клуб   | Голы | Прим. |
| - | ------------------ | ------ | ---- | ----- |
| 1 | Андрей Шевченко    | Динамо | 4    |       |
| 1 | Сергей Ателькин    | Шахтёр | 4    |       |
| 2 | Александр Гладкий  | Шахтёр | 3    |       |
| 3 | Валентин Белькевич | Динамо | 2    |       |
| 3 | Александр Хацкевич | Динамо | 2    |       |
| 3 | Андрей Воробей     | Шахтёр | 2    |       |
| 3 | Диого Ринкон       | Динамо | 2    |       |
| 3 | Клебер             | Динамо | 2    |       |
| 3 | Алекс Тейшейра     | Шахтёр | 2    |       |
| 3 | Тете               | Шахтёр | 2    |       |

## Лучшие тренеры
| №  | Имя                  | Клуб(ы)                                     | Победитель | Финалист |
| -- | -------------------- | ------------------------------------------- | ---------- | -------- |
| 1  | Мирча Луческу        | Шахтёр (Донецк) (7) Динамо (Киев) (1)       | 8          | 5        |
| 2  | Виктор Прокопенко    | Черноморец (Одесса) (2) Шахтёр (Донецк) (1) | 3          | —        |
| 3  | Валерий Лобановский  | Динамо (Киев)                               | 3          | —        |
| 3  | Паулу Фонсека        | Шахтёр (Донецк)                             | 3          | —        |
| 5  | Сергей Ребров        | Динамо (Киев)                               | 2          | 1        |
| 5  | Алексей Михайличенко | Динамо (Киев)                               | 2          | 1        |
| 7  | Йожеф Сабо           | Динамо (Киев)                               | 2          | —        |
| 7  | Анатолий Демьяненко  | Динамо (Киев)                               | 2          | —        |
| 9  | Михаил Фоменко       | Динамо (Киев) (1) ЦСКА (Киев)               | 1          | 1        |
| 10 | Владимир Сальков     | Шахтёр (Донецк)                             | 1          | —        |
| 10 | Валерий Яремченко    | Шахтёр (Донецк)                             | 1          | —        |
| 10 | Невио Скала          | Шахтёр (Донецк)                             | 1          | —        |
| 10 | Николай Павлов       | Ворскла (Полтава)                           | 1          | —        |
| 10 | Сергей Пучков        | Таврия (Симферополь)                        | 1          | —        |
| 10 | Марино Пушич         | Шахтёр (Донецк)                             | 1          | —        |